# Esquino de Élide

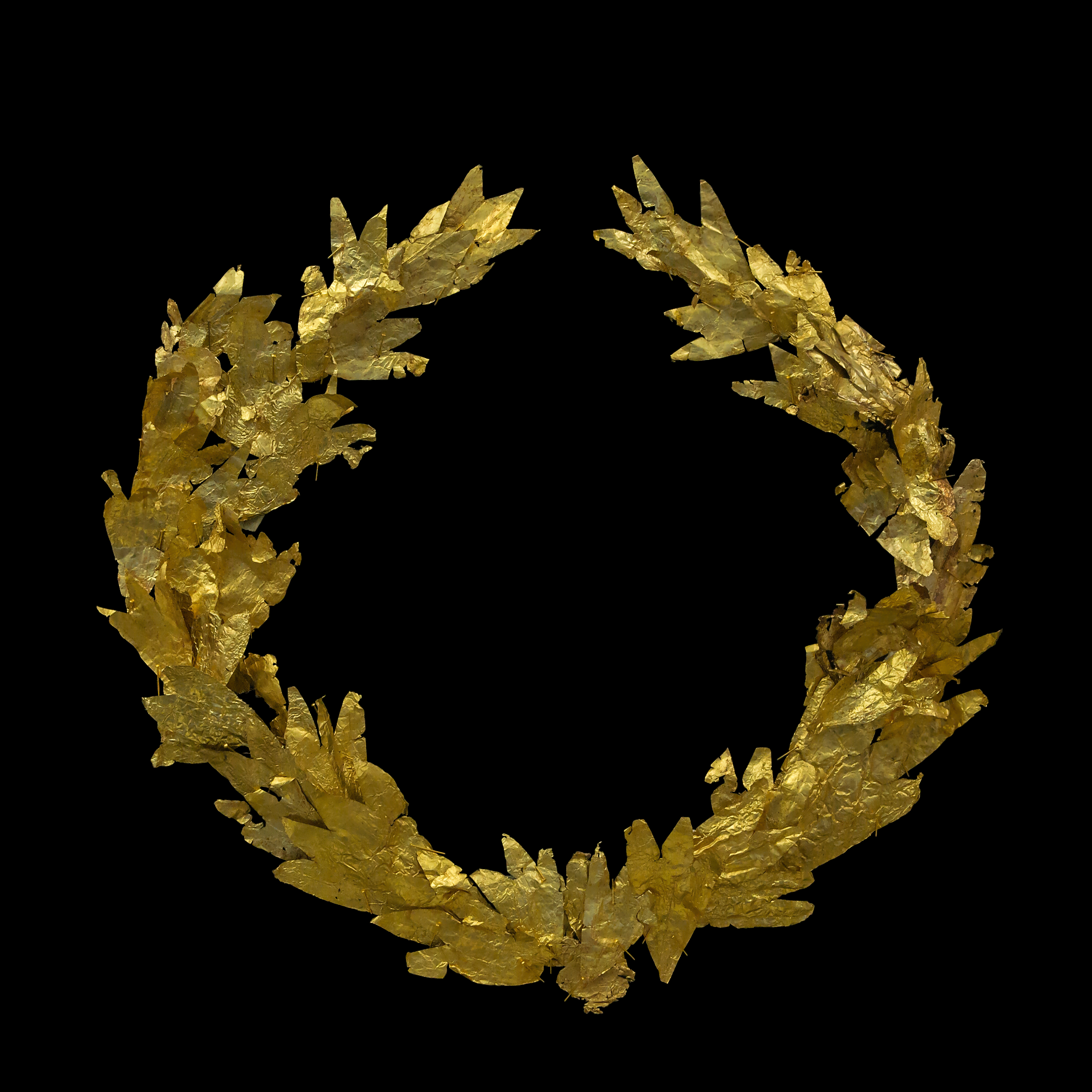
Corona de oro imitando una de laurel, de época helenística. Era uno de los premios que conseguían los ganadores de las competiciones olímpicas.

Esquino (en griego Αισχηνός) fue un atleta de la Antigua Grecia, de la región de Élide, campeón de la V edición de los Juegos Olímpicos (antiguos), celebrada en el año 760 a. C., en la disciplina de stadion (carrera de 180 metros). 
Esta fue la única competición deportiva durante las 13 primeras olimpíadas, luego se fueron agregando otras, como deportes de combate, boxeo (pancracio), interdisciplinas como pentatlón, competiciones artísticas, carreras de hoplitas (hoplitodromos, carreras con escudo y casco) y otras.